# Wstęgówka narzeczona
Wstęgówka narzeczona (Catocala promissa) – gatunek motyla z rodziny mrocznicowatych i podrodziny Erebinae.

## Występowanie
Zamieszkuje zachodnią część palearktyki, osobniki dorosłe spotykane są w całej Polsce od początku lipca do końca sierpnia.

## Morfologia i ekologia
Rozpiętość skrzydeł od 56 do 64 mm. Przednie skrzydła o kontrastowym rysunku, tylne karminowoczerwone w części nasadowej, czarne w części zewnętrznej, z przepaską nie dochodzącą do tylnego brzegu skrzydła. 
Gąsienice rozwijają się na dębach, rzadko na kasztanie jadalnym.